# Sterling Brown
Sterling Damarco Brown (nascido em 10 de fevereiro de 1995) é um jogador de basquete profissional americano do Houston Rockets da National Basketball Association (NBA).
Ele jogou basquete universitário na Southern Methodist University (SMU) de 2013 a 2017 e foi selecionado pelo Philadelphia 76ers com a 46º escolha geral da NBA de 2017.

## Carreira no ensino médio

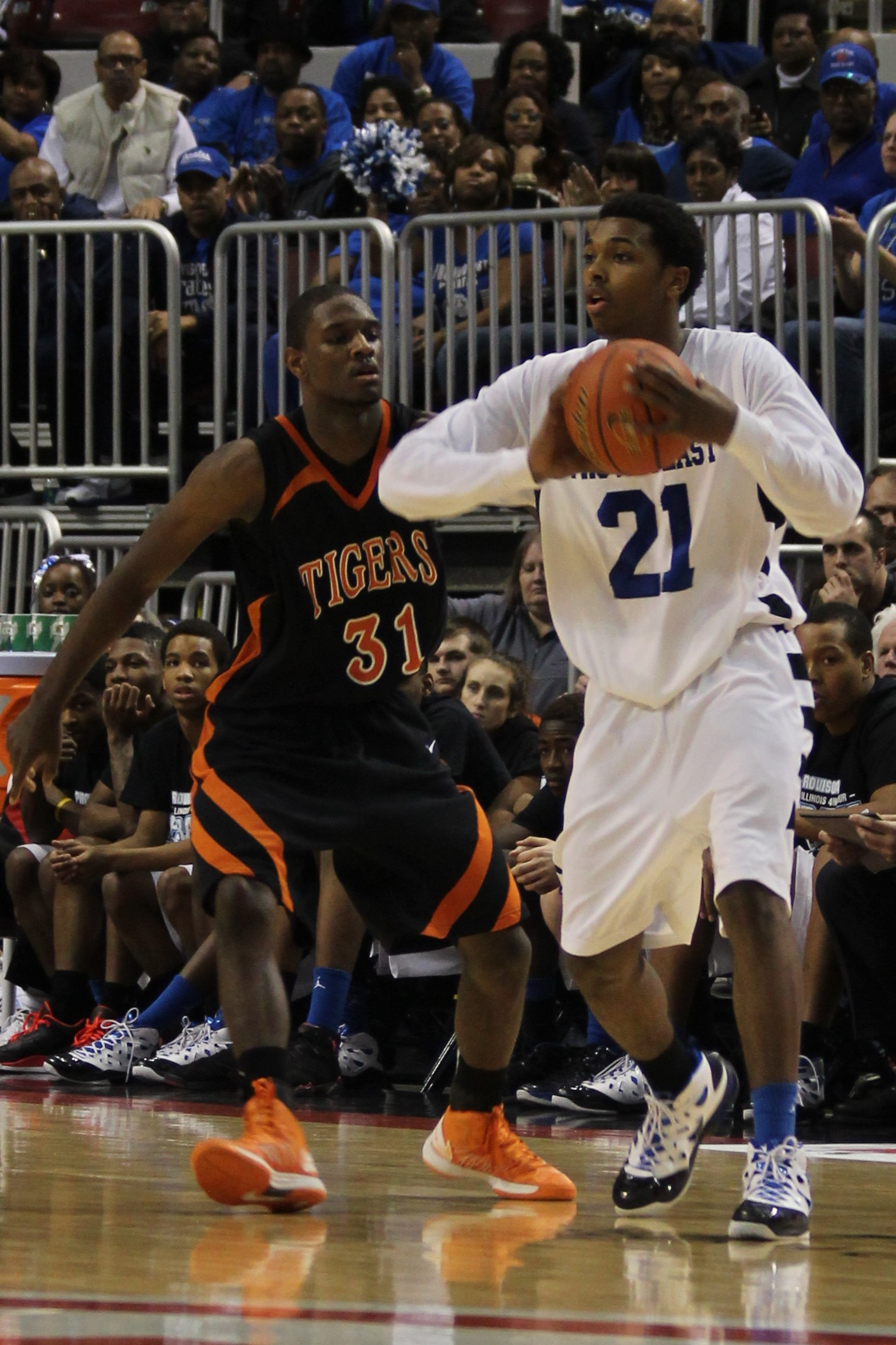
Brown no jogo de consolação da IHSA de 2013

Brown é filho de Chris Brown, que foi policial na área metropolitana de Chicago por 30 anos em Maywood, Illinois.
Brown jogou basquete no ensino médio na Proviso East High School, em Maywood, Illinois. Ele levou os Pirates a um vice-campeão estadual em 2012 e a uma semifinal estadual em 2013, perdendo as duas vezes para a Simeon Career Academy liderada por Jabari Parker.
Brown escolheu jogar basquete universitário na Southern Methodist University (SMU), recusando Miami, Tennessee e Xavier.

## Carreira universitária
Brown e a classe de 2017 sofreram três anos de adversidade ao perderem o Torneio da NCAA em sua temporada de calouro e serem eliminados na primeira rodada na temporada seguinte.
Em seu terceiro ano, a SMU cumpriu uma pena condicional na NCAA. Em sua última temporada, Brown teve médias de 13,4 pontos e 6,5 rebotes. Juntamente com Semi Ojeleye, ele liderou a equipe a um recorde de 30-5 e o título da American Athletic Conference. No final da temporada, Brown foi nomeado para a Segunda-Equipe All-Conference.
Brown terminou sua carreira em SMU como o líder de todos os tempos da universidade em vitórias.

## Carreira profissional

### Milwaukee Bucks (2017 – Presente)
Brown foi selecionado pelo Philadelphia 76ers com a 46º escolha geral da NBA de 2017. Em 6 de julho de 2017, ele foi negociado para o Milwaukee Bucks em troca de considerações em dinheiro.
Brown jogou em seu primeiro jogo da NBA em 20 de outubro de 2017, contra o Cleveland Cavaliers, marcando três pontos em seis minutos no segundo jogo da temporada em Milwaukee.
Em 3 de novembro de 2018, Brown foi designado para o Wisconsin Herd.
Em seu primeiro jogo da temporada de 2018-19, ele marcou 22 pontos. Quando Malcolm Brogdon estava indisponível em 20 de janeiro de 2018 contra o Philadelphia 76ers, Brown foi titular e marcou 14 pontos. Ele marcou 15 pontos em 7 de março, contra o Houston Rockets.
Em 31 de março de 2019, Brown registrou 27 pontos, incluindo uma cesta que empatou o jogo com 1,1 segundos de tempo restante na prorrogação contra o Atlanta Hawks.

## Estatísticas

### NBA

#### Temporada regular
| Ano      | Equipe    | PJ  | MPJ  | AP   | 3P   | LL   | RT  | AS  | BR | TO | PPJ |
| -------- | --------- | --- | ---- | ---- | ---- | ---- | --- | --- | -- | -- | --- |
| 2017–18  | Milwaukee | 54  | 14.4 | .400 | .352 | .875 | 2.6 | .5  | .6 | .2 | 4.0 |
| 2018–19  | Milwaukee | 58  | 17.8 | .465 | .361 | .690 | 3.2 | 1.4 | .4 | .1 | 6.4 |
| Carreira | Carreira  | 112 | 16.2 | .433 | .357 | .758 | 2.9 | 1.0 | .5 | .2 | 5.3 |

#### Playoffs
| Ano      | Equipe    | PJ | MPJ  | AP   | 3P   | LL   | RT  | AS  | BR | TO | PPJ |
| -------- | --------- | -- | ---- | ---- | ---- | ---- | --- | --- | -- | -- | --- |
| 2018     | Milwaukee | 3  | 4.3  | .600 | .333 | –    | .7  | .0  | .3 | .0 | 2.3 |
| 2019     | Milwaukee | 11 | 14.7 | .395 | .333 | .727 | 2.7 | 1.7 | .5 | .3 | 4.1 |
| Carreira | Carreira  | 14 | 12.5 | .419 | .333 | .727 | 2.3 | 1.4 | .5 | .2 | 3.7 |

### G-League
| Ano     | Equipe    | PJ | MPJ  | AP   | 3P   | LL   | RT  | AS  | BR  | TO | PPJ  |
| ------- | --------- | -- | ---- | ---- | ---- | ---- | --- | --- | --- | -- | ---- |
| 2017–18 | Wisconsin | 3  | 32.7 | .421 | .294 | .857 | 6.0 | 2.0 | 2.0 | .3 | 21.7 |

### Universidade
| Ano      | Equipe   | PJ  | MPJ  | AP   | 3P   | LL   | RT  | AS  | BR  | TO | PPJ  |
| -------- | -------- | --- | ---- | ---- | ---- | ---- | --- | --- | --- | -- | ---- |
| 2013–14  | SMU      | 37  | 19.4 | .469 | .362 | .571 | 3.8 | 1.1 | .7  | .3 | 4.4  |
| 2014–15  | SMU      | 34  | 23.9 | .525 | .444 | .784 | 4.6 | 2.1 | .9  | .2 | 5.2  |
| 2015–16  | SMU      | 30  | 27.2 | .602 | .536 | .857 | 4.4 | 2.6 | 1.1 | .4 | 10.1 |
| 2016–17  | SMU      | 35  | 32.7 | .459 | .449 | .791 | 6.5 | 3.0 | 1.4 | .5 | 13.4 |
| Carreira | Carreira | 136 | 25.7 | .504 | .451 | .770 | 4.8 | 2.2 | 1.0 | .4 | 8.2  |

Fonte:

## Incidente policial
Em 26 de janeiro de 2018, às 2 horas da manhã, Brown foi abordado por um policial de Milwaukee porque seu carro estava em dois lugares de estacionamento destinados para deficientes. Isso ocorreu em um estacionamento quase vazio da Walgreens no extremo sul da cidade. Depois que Brown interagiu com o policial, que solicitou apoio, vários policiais chegaram ao local. Vários minutos depois que o primeiro oficial começou a conversar com Brown, um policial gritou para ele tirar as mãos dos bolsos do capuz. Brown respondeu: "Eu tenho coisas em minhas mãos". Posteriormente, ele foi derrubado. Brown foi preso por suspeita de resistir à prisão, mas o caso não foi encaminhado ao Ministério Público após uma revisão interna.
Quatro meses depois, o Departamento de Polícia de Milwaukee divulgou o vídeo de aproximadamente 30 minutos gravado pela câmera do corpo policial. Após uma reação pública negativa, o chefe de polícia de Milwaukee, Alfonso Morales, indicou que os policiais haviam sido disciplinados por agir "de forma inadequada". Brown chamou o incidente de "uma tentativa de intimidação policial, seguida pelo uso ilegal de força física".

## Vida pessoal
Sterling Brown é o irmão mais novo do duas vezes campeão da NBA, Shannon Brown.